# Chedburgh
Chedburgh is een civil parish in het bestuurlijke gebied St. Edmundsbury, in het Engelse graafschap Suffolk met 650 inwoners.

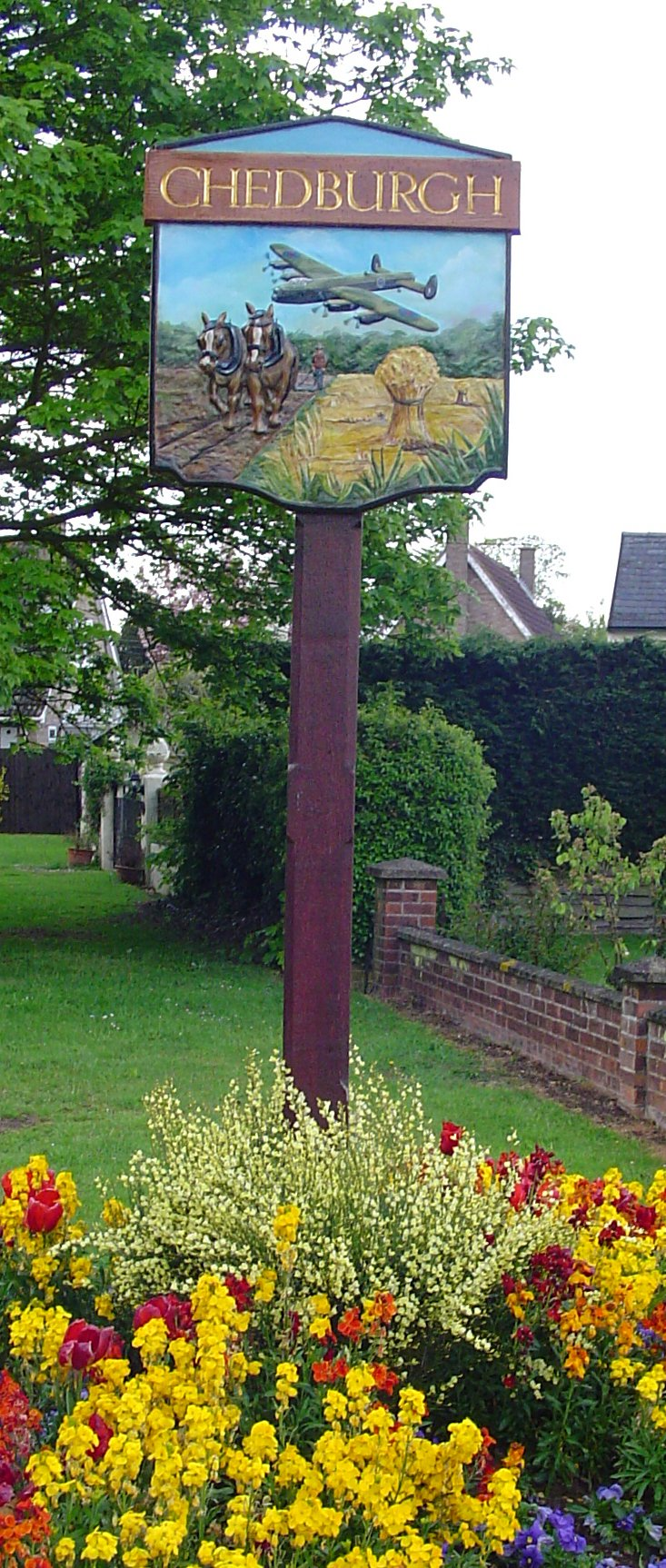
Chedburgh